# Биай, Селтон
Селтон Ансумане Биай (порт. Celton Ansumane Biai; род. 13 августа 2000, Лиссабон) — бисау-гвинейский и португальский футболист, вратарь нидерландского клуба «Дордрехт». В 2023 году сыграл один матч за  сборную Гвинеи-Бисау.

## Клубная карьера
Биай — воспитанник лиссабонской «Бенфики». В 2019 году он был включён в состав дублёров последних. В 2020 году Селтон перешёл в клуб «Витория Гимарайнш». 15 октября 2022 года в поединке Кубка Португалии против «Канелаша» Биаи дебютировал за основной состав. 18 марта 2023 года в матче против своего бывшего клуба «Бенфика» он дебютировал в Сангриш лиге.

## Международная карьера
В 2019 году в составе юношеской сборной Португалии до 19 лет Биаи завоевал серебряные медали юношеского чемпионата Европы в Армении. На турнире он сыграл в матчах против команд Италии, Армении, Ирландии и дважды Испании.
В 2023 году в составе молодёжной сборной Португалии Биаи принял участие в молодёжном чемпионате Европы в Румынии и Грузии. На турнире он сыграл в матчах против команд Грузии, Нидерландов, Бельгии и Англии.